# هنري ستيوارت فوت

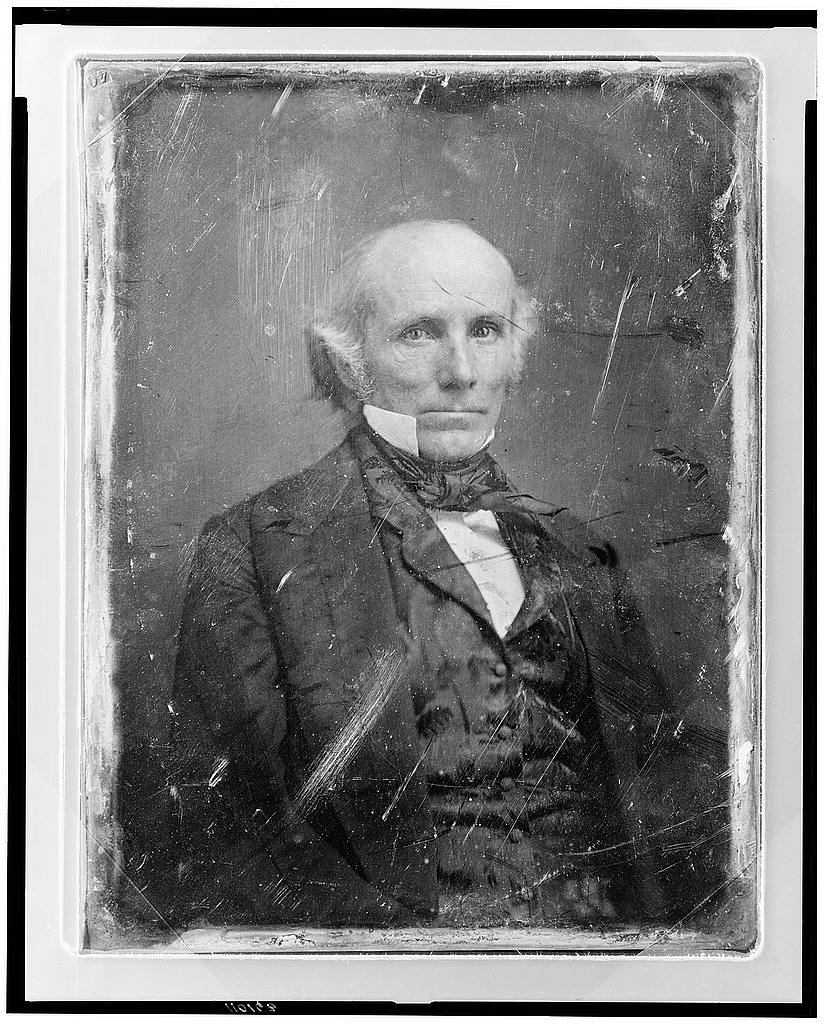
هنري ستيوارت فوت

هنري ستيوارت فوت (بالإنجليزية Henry Stuart Foote) هو سياسي أمريكي ينتمي إلى الحزب الديمقراطي ولد هنري ستيوارت فوت في 28 شباط / فبراير من سنة 1804 في مقاطعة فوكيار بولاية فيرجينيا خدم فوت في مجلس الشيوخ الأمريكي عن ولاية مسيسيبي من عام 1847 إلى عام 1852 ثم أنه قد شغل منصب حاكم على ولاية مسيسيبي ما بين عامي 1852 إلى عام 1854. فوت انتقل إلى ولاية تينيسي قبل أندلاع الحرب الاهلية الأمريكية حيث مثل هنري ستيوارت فوت ولاية تينيسي في مجلس النواب التابع للولايات الكونفدرالية الأمريكية من عام 1862 إلى عام 1865 توفي هنري ستيوارت فوت في 20 أيار/ مايو من سنة 1880 في مدينة ناشفيل بولاية تينيسي.

## روابط خارجية
- هنري ستيوارت فوت على موقع إن إن دي بي (الإنجليزية)